# Portada/article octubre 4

## Hipopòtam nan
L'hipopòtam nan (Choeropsis liberiensis) és un gran mamífer originari dels boscos i aiguamolls de l'Àfrica occidental (el seu nom específic significa "de Libèria", car és en aquest país on viu la immensa majoria). L'hipopòtam nan és solitari i nocturn. És una de les dues úniques espècies vivents de la família dels hipopotàmids; l'altra és el seu cosí molt més gran, l'hipopòtam comú. Presenta nombroses adaptacions al medi terrestre, és semiaquàtic i roman a prop de l'aigua per tal de mantenir la seva pell humitejada i la temperatura del seu cos baixa. Comportaments tals com l'aparellament i donar a llum es poden donar a l'aigua o a terra ferma. L'hipopòtam nan és herbívor, i s'alimenta de falgueres, dicotiledònies, herbes i fruits que troba als boscs.